# داميان لاسي
داميان لاسي (بالإنجليزية: Damien Lacey)‏ (3 أغسطس 1977 في المملكة المتحدة - ) هو مدرب كرة قدم ولاعب كرة قدم بريطاني في مركز الوسط. لعب مع سوانزي سيتي.

## وصلات خارجية
- داميان لاسي على موقع قاعدة بيانات كرة القدم.إي يو (الإنجليزية)
- داميان لاسي على موقع Soccerbase.com (لاعب) (الإنجليزية)